# جيوفاني دي لورينزو
جيوفاني دي لورينزو (بالإيطالية: Giovanni Di Lorenzo)‏ (4 أغسطس 1993 في إيطاليا - ) هو لاعب كرة قدم إيطالي في مركز الظهير الأيمن. شارك مع منتخب إيطاليا تحت 20 سنة لكرة القدم ومنتخب إيطاليا لكرة القدم للدرجة الثانية ‏ ومنتخب إيطاليا تحت 21 سنة لكرة القدم. أما مع النوادي، فقد لعب مع نادي ريجينا وFC Matera ‏ وAC Cuneo 1905 ‏.

## روابط خارجية
- جيوفاني دي لورينزو على موقع الاتحاد الدولي (مؤرشف)  (الإنجليزية)
- جيوفاني دي لورينزو على موقع الاتحاد الأوربي (الإنجليزية)
- جيوفاني دي لورينزو على موقع إي إس بي إن إف سي (الإنجليزية)
- جيوفاني دي لورينزو على موقع قاعدة بيانات كرة القدم.إي يو (الإنجليزية)
- جيوفاني دي لورينزو على موقع ناشيونال فوتبول تيمز (الإنجليزية)
- جيوفاني دي لورينزو على موقع Soccerbase.com (لاعب) (الإنجليزية)
- جيوفاني دي لورينزو على موقع Soccerway.com (الإنجليزية)
- جيوفاني دي لورينزو على موقع عالم كرة القدم.نت (الإنجليزية)